# Wilhelm Schindele
Wilhelm Jakob Julius Schindele (* 31. Dezember 1879 in Mannheim; † 24. Dezember 1963 in Kork oder Oppenau) war ein deutscher Verwaltungsjurist.

## Werdegang
Wilhelm Schindele, Sohn eines Kaufmanns, begann 1897 nach einem Besuch des Großherzoglichen Badischen Gymnasiums in Mannheim (1888) ein Jurastudium, das er in Heidelberg, Lausanne, München, Berlin und Kiel betrieb. Nach dem ersten juristischen Staatsexamen sowie einer Stelle als Rechtspraktikant 1902, absolvierte er das zweite juristische Staatsexamen 1906 und promovierte noch im selben Jahr. 1907 trat er in die badische Innenverwaltung ein, 1914 wurde er Amtmann bei Bezirksamt Mannheim und 1919 Oberamtmann. 1920 wechselte er als Bezirksamtsvorstand nach Kehl. 1926 änderte sich die Amtsbezeichnung in Landrat. 1937 trat Schindele in die NSDAP ein. Von 1940 bis 1944 war Schindele Oberkriegsverwaltungsrat an der Westfront bzw. im Operationsgebiet West (zuletzt in Nürnberg). 1941 erhielt er das Kriegsverdienstkreuz. Am 20. September 1944 nahm er die Dienstgeschäfte in Kehl wieder auf. 1946 erfolgte im Rahmen des politischen Reinigungsverfahrens seine vorläufige und 1950 seine endgültige Zurruhesetzung.

## Ehrungen
- 1953: Verdienstkreuz (Steckkreuz) der Bundesrepublik Deutschland